# 2021 Poincaré
2021 Poincaré este un asteroid din centura principală, descoperit pe 26 iunie 1936, de Louis Boyer.